# طرخشقون أليف الأطلسي
طرخشقون أليف الأطلسي (الاسم العلمي:Taraxacum atlanticola) هو نوع من النباتات يتبع جنس الطرخشقون من الفصيلة النجمية.